# スシ食いねェ!
「スシ食いねェ!」（すしくいねぇ）は、シブがき隊の楽曲で18枚目のシングル。1986年2月1日に発売。
上記シングルから2ヶ月半後、同年4月10日に発売された19枚目のシングルかつ、同曲の英語ヴァージョン「OH! SUSHI」（オー!スシ）も本項で記述する。
ジャケットのイラストは「スシ食いねェ!」「OH! SUSHI」ともに湯村輝彦が担当。

## 概要
楽曲は1985年に書かれた。布川敏和曰く、当時Run-D.M.C.の影響で日本にラップが知られ始めていた時期で、ルームサービスで寿司を注文した際のメモ用紙をヒントに、シブ楽器隊のKUZU（葛口雅行）とともに名古屋のホテルにてお遊びで作った曲が基になっている。「ラップなら音程外す俺にも歌えるし、日本人でまだ誰も歌ってない!」という理由での挑戦だった。作詞を担当したS.I.S.は、シブがき・板前・スペシャルの略称である。
森の石松の浪花節に「寿司を食いねぇ」という台詞があり、この曲のヒントになったとされる。
当初はシブがき隊ライブだけの歌唱であったが、NHK『みんなのうた』において1985年12月から翌1986年1月の曲として放映され、大きな反響があった。『みんなのうた』バージョンはアレンジが異なる。
『みんなのうた』で放送期間中の12月31日に行われた『第36回NHK紅白歌合戦』にてレコード発売前でありながら披露された稀有な例。
2011年4月15日放送『みんなのうた・スペシャル 1980's セレクション』において、地上波にて25年振りに放送（サイドパネル付き）。2013年8月3日と31日に「みんなのうたリクエスト」でも放送された。
1986年5月5日にはこの曲をタイトルとした単発ドラマ、フジテレビ枠『月曜ドラマランドこどもの日スペシャル シブがき隊のスシ食いねェ!』が放送された。脚本は奥津啓治。出演はシブがき隊のほか、梅宮辰夫、荒井注など。
グループ魂は「スシ食いねェ!」とINUの「メシ喰うな!」のパロディかつアンサーソングとして「スシ喰うな!」を制作、アルバム『ぱつんぱつん』（2008年）にて発表。

## 収録曲
1. スシ食いねェ!
  - 作詞：岡田冨美子・S.I.S.　作曲：TZ　編曲：鷺巣詩郎
  - NHK「みんなのうた」1985年12月-1986年1月度使用曲
  - 北海道日本ハムファイターズのブランドン・レアード選手が2016年度の一部試合で入場曲に使用した。
2. Together! SHIBUGAKI
  - グループ初のメドレー楽曲。以下の楽曲が収載されている。
  - NAI・NAI 16，100%…SOかもね!，ZIG ZAG セブンティーン，処女的衝撃!，ZOKKON 命，Hey! Bep-pin，挑発∞，サムライ・ニッポン，喝!，アッパレ! フジヤマ，べらんめぇ! 伊達男，男意ッ気，DJ in My Life，月光淑女!，KILL，トラ! トラ! トラ!

## OH! SUSHI
1. OH! SUSHI（スシ食いねェ!英語ヴァージョン）
  - 作詞：岡田冨美子・S.I.S.　作曲：TZ（後藤次利）　編曲：鷺巣詩郎
  - 歌詞は概ね英語だが「スシ食いねェ」のフレーズと原曲で英語になっている部分は日本語で歌われている。
2. スシ食いねェ!（カラオケ・バージョン）

## カバー
スシ食いねェ!
- こおろぎ'73（日本コロムビア版カバー音源。2006年発売『みんなのうた45周年ベスト曲集〜メトロポリタン美術館/スシ食いねェ!〜』などに収録）
- うりざね隊（ポニーキャニオン版カバー音源。2014年発売『決定盤!! NHKみんなのうたベスト』などに収録）
- アイドル教室（2013年9月19日）[5]五一バージョンとしてカバー。寿司処五一がプロデュース。
- 天地総子（東芝EMI版カバー音源。1988年発売『天地総子／ハッピーたいむ』に収録）

OH! SUSHI
- ジャネット・ケイ（2012年発売『アイドルKAY』収録）

その他
- pop'n music
  - コナミの音楽ゲームシリーズ。11作目の版権曲枠として、ポプガキ隊名義でカバーバージョンが収録。現在は削除済で家庭用移植版でのみプレイ可能。